# Cosmos (Album)
Cosmos ist ein Jazzalbum von Sun Ra. Die im August 1976 im Studio Hautefeuille in Paris entstandenen Aufnahmen erschienen 1976 auf dem französischen Label Cobra, 1977 in den Vereinigten Staaten auf Inner City Records. Auf CD erschien das Album 1991 beim französischen Label Buda.

## Hintergrund
Im Sommer 1976 führte Sun Ra mit seinem Arkestra seine vierte Europatournee durch, von der Live-Aufnahmen von Konzerten in der Schweiz (Live at Montreux), Italien und Frankreich bekannt sind. Sun Ra weilte mit seinem Arkestra zwei Monate lang in Paris. Dort erhielt er die Gelegenheit, für das neue Label Cobra ins Studio zu gehen (1976 gründete Cézame Music das unabhängige Label Cobra für experimentelle und Rock-Veröffentlichungen). Möglicherweise waren nicht alle Musiker mit im Studio; die Besetzung im Mittelformat ist angeblich auf die beengten Aufnahmebedingungen zurückzuführen. Die Titel „Neo Project No. 2“, „Cosmos“ und „Journey Among the Stars“ hat Sun Ra nur auf diesem Album dokumentiert. „Jazz from an Unknown Planet“ wurde auf der gesamten Tournee aufgeführt, ist aber ein sonst vernachlässigtes Werk. Die Titel „Interstellar Low Ways“, „Moonship Journey“ und „The Mystery of Two“ wurden Irwin Chusid zufolge gelegentlich wieder aufgeführt.
Die musikalische Entwicklung der späten 1960er-Jahre brachte eine ganze Reihe neuer elektronischer Geräte mit sich, die auch Sun Ra in sein musikalisches Arsenal integrierte. Nachdem er sich schon früh mit dem Moog-Synthesizer beschäftigt hatte und auch Besitzer von Robert Moogs allererstem Prototyp wurde, spielte er auf dem Album Cosmos mit einem RMI Rock-Si-Chord 100A E-Piano der Firma Rocky Mount Instruments, das eine ergiebige Geschichte im Psychedelic Rock und auch in der Musik der Beach Boys und der Lovin’ Spoonful hatte, aber nie zuvor einen Platz in der Jazzmusik gefunden hatte, so der Londoner Hip-Hop-Produzent Mr. Beatnick.

## Titelliste
- Sun Ra: Cosmos (Cobra – COB 37.001)[3]

A1		The Mystery of Two	5:47

A2		Interstellar Low-Ways	4:45

A3		Neo Project #2	5:15

A4		Cosmos	2:50

B1		Moonship Journey	6:30

B2		Journey Among Stars	5:50

B3		Jazz from an Unknown Planet	8:10
Die Kompositionen stammen von Sun Ra.

## Rezeption
Ron Wynn verlieh dem Album in Allmusic vier Sterne und schrieb, Cosmos sei eine schwer zu findende Platte Sun Ras, darauf eine abwechselnd chaotisch wirkende und straff organisierte Session aus der Mitte der 1970er-Jahre. Sun Ra sorgte für einige atemberaubende Momente auf dem Rock-Si-Chord, während er das Arkestra durch stampfende Teilstücke mit der vollen Band in atmosphärische oder abwechselnd an Hard Bop angelehnte Kompositionen führte und verschiedene Saxophonisten für schlitternde, schreiende, manchmal spacige Dialoge ablöste.
Mr. Beatnick (Fact-mag) schrieb, die rauschenden Zupfklänge des skurrilen Instruments [RMI Rock-Si-Chord] würden Cosmos von Anfang bis Ende schmücken, insbesondere den herausragenden Track „Moonship Journey“, der oft als Einführungsstück in Arkestra-Auftritten verwendet wurde. „Bereiten Sie sich auf die Mondschiffreise vor, die Reise auf dem Mondschiff“, singt die Band und wiederholt ihr Mantra, bis das Publikum beginne, in eine tiefe Meditation zu schwanken. Cosmos enthalte auch das oft gesampelte „Jazz from an Unknown Planet“, eine der ergiebigsten und am besten gespielten Sessions, die das Arkestra jemals aufgenommen habe, vielleicht dank der professionellen Studiozeit, die Cobra Records ihnen in Frankreich zur Verfügung gestellt habe, denn viele der zuvor entstandenen Sun-Ra-Schallplatten seien Monoaufnahmen gewesen, entstanden mit einem einzigen Mikrofon und mit nur einem Take eingespielt, die von einem Mitglied der Band auf einem billigen Bandgerät mitgeschnitten wurden.